# هانا هسفاری
هانا آزولای هسفاری (عبری: חנה אזולאי-הספרי‎؛ زاده ۲۹ ژوئن ۱۹۶۰) بازیگر، فیلم‌نامه‌نویس، نمایشنامه نویس، کارگردان فیلم اهل اسرائیل است او برنده دو بار جایزه اوفیر شده است، او یک فعال حقوق زنان هم است و کار خود را به ارتقاء آگاهی در مورد موضوعات عدالت اجتماعی و تنوع فرهنگی اختصاص داده‌است. در سال ۲۰۱۵، او به احترام روز جهانی زن، نمایش فیلم خود به نام «افراد نارنجی» ، را در محکومیت کودک‌همسری، به نمایش گذاشت، به سخنرانی در مقر سازمان ملل متحد در نیویورک دعوت شد.

## اوایل زندگی
آزولای-هسفاری در ۲۹ ژوئن ۱۹۶۰ در شهر بئرشبع، اسرائیل زاده شد. پدر و مادرش از مراکش به اسرائیل مهاجرت کرده بودند. او در مدرسه به نام "Mae Boyar" در اورشلیم تحصیل کرد. پس از اتمام تحصیلات در دبیرستان، آزولای هسفاری خدمت سربازی خود را در نیروی ارتش اسرائیل (IDF) انجام داد. پس از خدمت سربازی، وی به تحصیل تئاتر و بازیگری در دانشگاه تل‌آویو پرداخت.

## تئاتر
در اوایل دهه ۱۹۸۰، آزولای -هسفاری دانشگاه تل آویو را ترک کرد. او به یکی از بنیانگذاران گروه تئاتر ساده تبدیل شد، تیمی چند فرهنگی که به هنرمندان این امکان را می‌داد تا جهان بینی فرهنگی خود را بیان کنند و محور اصلی پروژه‌های خود باشند. این گروه تئاتر بر ارائه تجربیات واقعی افراد در طول تاریخ محلی، مانند نسل اول بازماندگان هولوکاست و نسل دوم مزراحی در اسرائیل، تمرکز داشتند. آزولای-هسفاری در تمام جنبه‌های این گروه تئاتر کار کرد: وی در جمع‌آوری کمک‌های مالی، فیلمنامه‌نویسی، تولید و بازیگری شرکت کرد.

## فیلم
یکی از اولین فیلمنامه‌های آزولی، شاکور (۱۹۹۴) بود که کارگردانی آن را شاموئل هسفاری انجام داد که داستان نیمه اتوبیوگرافیک از یک خانواده مراکشی است که به اسرائیل مهاجرت می‌کنند و جوایز و افتخارات بین‌المللی را دریافت می‌کنند. در این فیلم همچنین دروس انسان‌شناسی و جامعه‌شناسی و مطالعات زنان گنجانده شده‌است.

## زندگی شخصی
آزولای هم‌اکنون در یافا، اسرائیل زندگی می‌کند. او با نمایشنامه‌نویس و کارگردان شاموئل هسفاری ازدواج کرده‌است و سه فرزند دارند.

## جوایز
| سال  | جایزه                                                               | دسته‌بندی | نامزد کار |
| ---- | ------------------------------------------------------------------- | --- | --- |
| ۱۹۸۷ | جایزه اوفیر                                                         | بهترین بازیگر زن | نادیا |
| ۱۹۹۴ | جایزه اوفیر                                                         | بهترین فیلم | Lovesick در خیابان نانا |
| ۱۹۹۵ | جایزه اوفیر                                                         | بهترین فیلم | شاکر |
| ۱۹۹۵ | جشنواره بین‌المللی فیلم برلین                                        | ذکر ویژه | شاکر |
| ۱۹۹۵ | جشنواره بین‌المللی فیلم Festroia                                     | بهترین فیلمنامه | شاکر |
| ۲۰۰۸ | جشنواره فیلم اورشلیم                                                | بهترین بازیگر زن | شیوا (فیلم ۲۰۰۸) |
| ۲۰۰۸ | اتاق منتقدین                                                        | بهترین بازیگر زن | شیوا (فیلم ۲۰۰۸) |
| ۲۰۱۳ | جایزه هیئت داوران، جشنواره بین‌المللی فیلم‌های زنانه در Rehovot       | بهترین فیلم | مردم نارنجی |
| ۲۰۱۶ | جشنواره فیلم یهودی بروکسل                                           | چشم‌انداز | |
| ۲۰۱۸ | عصر طلایی                                                           | برای تصویربرداری مثبت از شخصیت‌های میزرایی در سینما و تلویزیون اسرائیل و به دلیل سهم اجتماعی او در شهروندان در مناطق پیرامونی. | برای تصویربرداری مثبت از شخصیت‌های میزرایی در سینما و تلویزیون اسرائیل و به دلیل سهم اجتماعی او در شهروندان در مناطق پیرامونی. |
| ۲۰۱۹ | ICA (جوایز فرهنگ و هنر اسرائیل، توسط بنیاد فرهنگی آمریکا و اسرائیل) | تئاتر؛ دریافت کننده جوایز افتتاحیه                                                                                            | |